# Songs in Red and Gray
Songs in Red and Gray je šesté řadové album americké písničkářky Suzanne Vega. Vyšlo v roce 2001.

## Seznam skladeb
1. Penitent – 4:16
2. Widow's Walk – 3:33
3. (I'll Never Be) Your Maggie May – 3:47
4. It Makes Me Wonder – 4:00
5. Soap and Water – 3:03
6. Songs in Red and Gray – 4:18
7. Last Year's Troubles – 3:35
8. Priscilla – 4:14
9. If I Were a Weapon – 2:45
10. Harbor Song – 4:18
11. Machine Ballerina – 2:57
12. Solitaire – 2:10
13. St. Clare – 2:30

## Hitparády
| Nejlepší umístění v albové hitparádě | Země      |
| ------------------------------------ | --------- |
| 36                                   | Francie   |
| 47                                   | Švýcarsko |
| 53                                   | Německo   |
| 178                                  | USA       |